# 奉天敷岛小学校
奉天敷岛小学校（日语：／）是存在于中华民国、满洲国奉天市的日本人小学。设立于1906年。

## 沿革
1905年3月，日本在奉天城内设置奉天军政署；1906年6月，奉天军政署撤销，日本驻奉天总领事馆设立:573。日本人的奉天居留民会与之同时成立。尽管当时日本居留民中学龄儿童仅8人，由于多数意见认为教育问题不容忽视，8月，居留民会批准了500日元的小学校设立费。:63
1906年10月，奉天居留民会所运营的公立奉天小学校成立，校舍使用原日本奉天军政署的14坪的住宅建筑。学校设立时仅有寻常科，学生8人。首任校长为室粂三郎，教员为室栗代。:63
1906年，日本人的奉天居留民会设立奉天的第一所日本人小学，名为奉天小学校:41。
1913年9月20日，附属幼稚园开设。以关东都督府所有的房屋为园舍。最初有幼儿19名，1916年时在园儿童为35名。:61,62
1917年转由满铁在居留民会的委托下运营:510，并改名为奉天寻常小学校。居留民会为每位学生向满铁支付每年23日元的费用。:661928年，改称为奉天第一寻常小学校。1929年，改称为奉天敷岛寻常小学校。